# Kamer van de WIC in Groningen

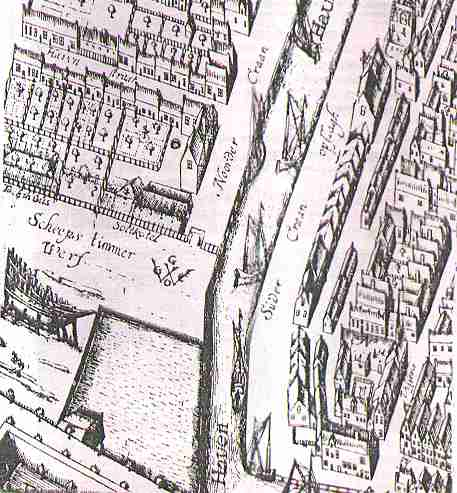
Aan het Lopende Diep in de stad Groningen, aan de Noorder Craan Opslagh en niet ver van het Reitdiep - de waterweg tussen Gronnigen en de Waddenzee - kocht de Groninger kamer een scheepswerf. Op de bekende kaart van Haubois rond 1650 is deze werf duidelijk te zien. Ook staan de initialen van de kamer ter Stad en Lande op de kaart: de letters GWC voor Geoctroyeerde West-Indische Compagnie plus G en O voor Groningen en Ommelanden. Op de werf ligt een relatief klein schip, waarschijnlijk een jacht bedoeld voor de kaapvaart. grotere schepen konden Groningen niet bereiken. De scheepswerf was geen succes; vanaf 1650 kwamen schepen van de WIC niet meer in Groningen en vanaf 1670 bouwde de WIC helemaal geen schepen meer.

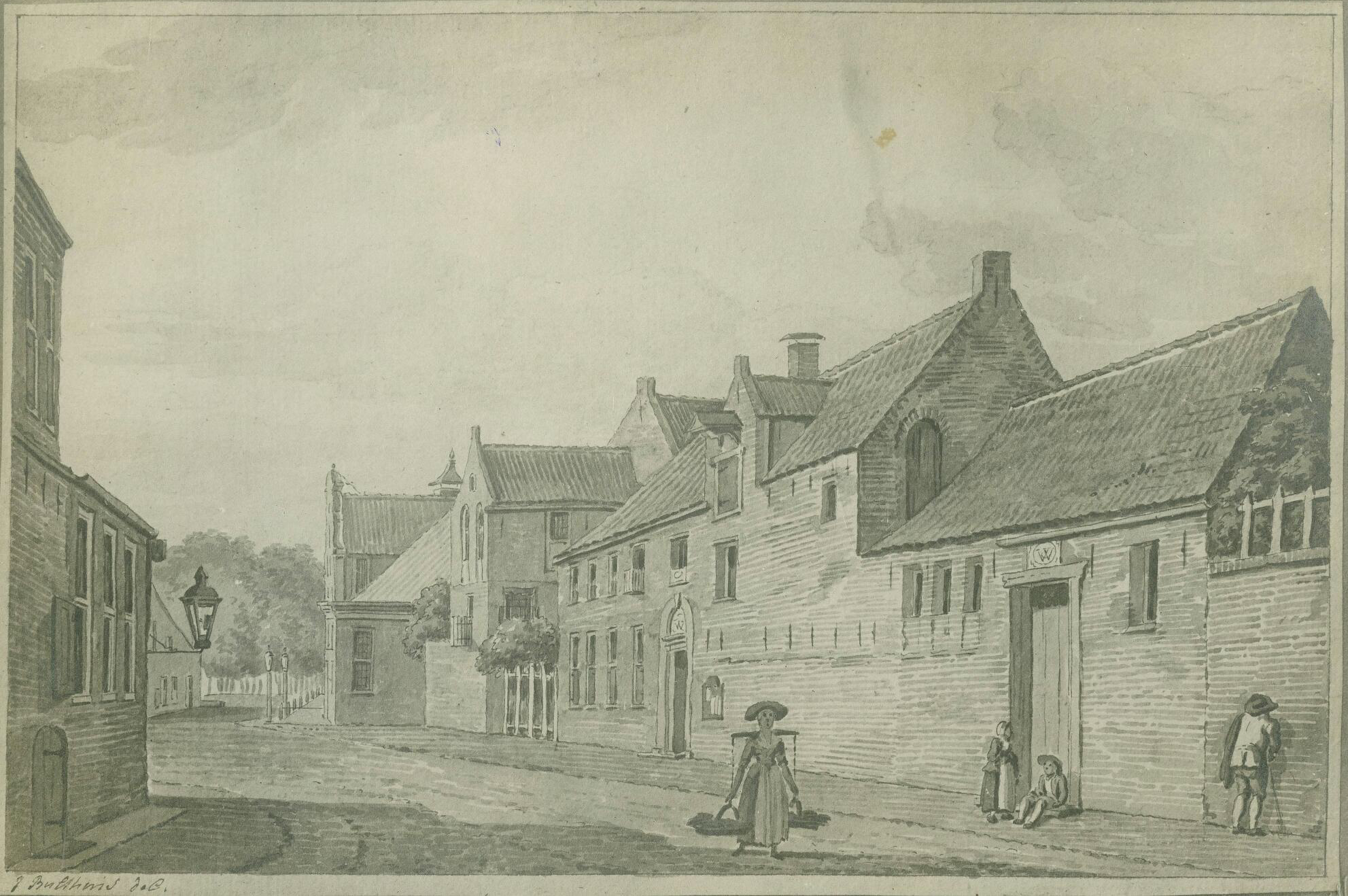
Het West-Indisch Huis aan de Munnekeholm in Groningen (Bulthuis, ca. 1786).

De West-Indische Compagnie (WIC) werd in 1621 opgericht naar het voorbeeld van de bekende Vereenigde Oostindische Compagnie (VOC). Net als de VOC was ook het bestuur van de WIC verdeeld over meerdere zogenaamde 'Kamers': groepen van investeerders met een gemeenschappelijke regionale achtergrond. In Groningen ontstond in 1622 de 'Kamer ter Stad en Lande'.

## De Compagnie
Het idee van een Atlantische handelsmaatschappij die zich zou gaan richten op het westelijk halfrond was niet nieuw. Al in 1606 had een groep Hollandse kooplieden geprobeerd om van de Staten-Generaal toestemming te krijgen voor de vaart op de Amerikaanse en Afrikaanse kusten. In hetzelfde jaar begonnen echter de moeizame vredesonderhandelingen die de Nederlandse Republiek met Spanje voerde en die uiteindelijk in een wapenstilstand zouden resulteren. De Spanjaarden stelden als voorwaarde dat de Republiek geen kolonisatiepogingen in Amerika zou ondernemen. Spanje had samen met haar bondgenoot Portugal het handelsmonopolie op de koloniën in het rijke West-Indië en wilde dat graag zo houden.
Al voor het twaalfjarig bestand met Spanje zou aflopen deden de Staten van Holland in 1618 opnieuw een poging om tot de oprichting van een West-Indische Compagnie te komen. Ditmaal had het initiatief meer succes. Het bestand had in de republiek een krachtige economische opleving veroorzaakt, en er was voldoende kapitaal beschikbaar. Veelbelovende reisverslagen over de vruchtbare gronden van Noord-Amerika en de suikerplantages van Brazilië deden de beleggers op de Amsterdamse beurs het water in de mond lopen. Bovendien zou er zich bij het hervatten van de oorlog met Spanje een nieuwe bron van inkomsten aandienen: de kaapvaart. Het lag voor de hand om de beroemde zilvervloten, die jaarlijks zilver en goud uit de mijnen van Mexico naar de Spaanse havens transporteerden, te veroveren.

## De kamer ter Stad en Lande
Oorspronkelijk was het de bedoeling dat de WIC een samenwerkingsverband zou worden tussen Hollandse en Zeeuwse steden. Dit voornemen viel in de Noordelijke gewesten in slechte aarde. Bij de oprichting van de VOC in 1602 waren Friesland en Groningen ook al buiten de boot gevallen. Nu zag vooral de stad Groningen haar kans schoon om deze keer wel een kamer van de nieuwe Compagnie binnen haar stadsgrenzen te krijgen. Een ‘kamer’ was een besloten groep aandeelhouders die verantwoordelijk waren voor het beladen en uitrusten van schepen. Om dit te bereiken werd wel een gevaarlijk spel gespeeld: Friesland en Groningen dreigden in de Staten-Generaal tegen het oprichten van de WIC te stemmen als er geen kamer in het Noorden gevestigd zou worden. Door deze koppige houding gingen de Staten van Holland ten slotte overstag, op voorwaarde dat het ingelegde kapitaal in de kamer ten minste een half miljoen gulden zou bedragen.
Dat zou nog moeilijk genoeg blijken. De Friezen lieten door misoogsten en dijkdoorbraken in eigen provincie al gauw het idee voor een overzees avontuur varen. Stad en Ommelanden stonden er nu alleen voor, maar de inschrijving liep goed. In november 1622 was er al 350.000 gulden door particuliere aandeelhouders ingelegd. De Staten van Groningen besloten om, meer gedreven door prestige dan door zakeninstinct, het ontbrekende bedrag tot het half miljoen aan te vullen. Uiteindelijk zou het startkapitaal van de Groninger ‘kamer ter Stad en Lande’ 538.000 gulden bedragen. In totaal zamelde de WIC 4.405.399 gulden in.
Inmiddels had de Staten-Generaal ingestemd met het octrooi van de West-Indische Compagnie. De WIC zou het monopolie krijgen op de handel en scheepvaart op Afrika en Amerika, had het recht op die kusten forten te bouwen, en in naam van de Staten-Generaal verdragen met inheemse vorsten te sluiten. Ook verkreeg de WIC het recht om Spaanse en Portugese schepen te kapen en naar Nederland op te brengen. Het kapitaal en bestuur van de Compagnie was verdeeld over vijf kamers: Amsterdam; met een aandeel van vier negende, Zeeland; met twee negende, en de drie kleinere kamers Maze (Maasmonding), Noorderkwartier (Westfriesland) en Stad en Lande met elk een negende aandeel. De centrale leiding van de onderneming lag bij de ‘Heeren negentien’; een college dat afwisselend in Amsterdam en Middelburg vergaderde en waarin namens Stad en Lande twee leden zetelden.
In oktober 1623 waren de Heeren negentien in Amsterdam bijeen om de strategie voor de toekomst te bespreken. De Portugese bezittingen in Brazilië en West-Afrika stonden bovenaan de agenda. Brazilië was het rijkste suikerproducerende gebied ter wereld, dat jaarlijks voor vijf miljoen gulden aan suiker naar Europa exporteerde. In 1623 telde de Portugese kolonie ruim 350 suikermolens en een veelvoud daarvan aan suikerplantages die werden bewerkt door geïmporteerde slaven uit Angola. Het door de Heeren negentien opgestelde Groot Desseyn (groot plan) voorzag in een snelle verovering van Brazilië en Angola voor de WIC. Maar het gevolg was een wrede guerrillaoorlog die dertig jaar zou duren.

## De WIC in Delfzijl
In december 1623 en januari 1624 verlieten verschillende vloten de Republiek om zich bij de Kaapverdische Eilanden te verenigen tot een eskader van 26 schepen onder bevel van admiraal Jacob Willekens. Deze vloot moest de eerste fase van het Groot Desseyn bewerkstelligen: de verovering van San Salvador; de grootste suikerhaven van Brazilië, en van São Paulo de Loanda; het belangrijkste slavenstation van de Portugezen op de kust van Angola. De Nederlandse schepen voerden landingsvaartuigen en zeesoldaten met zich mee.
De uitreding van de oorlogsbodems had de West-Indische kamer ter Stad en Lande voor een dilemma gesteld. De provincie Groningen nam nu wel deel aan de wereldhandel, maar wat was nu de meest geschikte havenplaats voor de WIC? De oude tegenstellingen tussen Stad en Ommelanden staken weer de kop op. De stad Groningen was via het Reitdiep vanaf de Waddenzee te bereiken, maar deze rivier slibde langzaam dicht. Bovendien waren de vestingwerken van de stad vaak een obstakel voor grotere schepen. De goed bereikbare haven van Delfzijl lag voor de hand, maar de stadjers in de Groningse kamer gunden de Ommelanders geen handelshaven.
Uiteindelijk zou een buitenstaander het pleit beslissen. In december 1623 lag het schip 't Gulden Zeepaert van de kamer van Zeeland voor de havenmonding van Delfzijl om Duitse zeesoldaten voor Brazilië aan boord te nemen. Dit overigens tot grote ergernis van het Generale Zijlvest der Drie Delfzijlen, dat de sluizen van Delfzijl beheerde. In het archief van het zijlvest (nu: waterschap) wordt vermeld dat het ‘Seepaert’ was verankerd aan een "schuttinghe bij Dorpsterzijlls buiningh up zijlvester grondt, buiten kennisse desslffs zijlvestes gesettet." Meteen nadat het schip was vertrokken gaven de regenten van het zijlvest om de "schuttinghe daetlich wech tho schaffen ende aff tho houwen."
Het zijlvest was woedend op de WIC, maar de affaire rond het ‘Seepaert’ legde wel de basis voor een betere samenwerking met de West-Indische kamer in Groningen. De relatief dunbevolkte vesting Delfzijl was uitermate geschikt voor het verzamelen en inschepen van huurlingen uit Duitsland en Polen. Het in Delfzijl aanwezige Friese garnizoen was bovendien beter in staat de ruwe zeesoldaten in de hand te houden dan de schutterij van de stad Groningen. Als in de periode 1630-1644 de strijd tegen de Portugezen in Brazilië toeneemt moet de Groninger kamer dan ook steeds meer van de haven van Delfzijl gebruikmaken.

## West-Indisch contract
In augustus 1629 sluit de kamer ter Stad en Lande een zogenaamd West-Indisch contract af met het zijlvest der drie Delfzijlen. De kamer huurde in Delfzijl voor 20 caroli gulden per jaar een "sekere plaatze mit een op tho makende opslach nha haer eijgen goet beduncken in Delffzijll ten noorden bij onsen muide buiten de veste gelegen bij den oldem moelenbarch beginnende, het welcke haar Edele Eerwaarden sullen mogen tot profijt ende gebruick der West-Indische Compagnie affbuiningen, mit eerde verhogen, verbeteren, betimmeren ende gebruicken tot aan de noorder vloegel van Dorpster Delffzijll."
De muide is de havenstroom buiten de sluis. De moelenbarch is het meest oostelijke bastion van de oude schans, waar de zeedijk in de vesting overging. Het gebied tussen de moelenbarch en de sluizen was drassig. Voordat de West-Indische opslag kon worden gebouwd moest het terrein worden opgehoogd en beschoeid.
Tot 1654 is de haven van Delfzijl het vertrekpunt van de schepen die krijgsvolk voor de kamer ter Stad en Lande naar Brazilië brengen. Niet voor niets bepalen de Heeren negentien in 1641 dat de bemanningen van de WIC-schepen pas recht hebben op loon hebben als ze “uyt Tessel, Maze ende Eems ‘t zeyl gaende buyten de leste ton”. De laatste boei in de Eems zal dus voor veel Braziliëgangers het begin van een lange reis betekend hebben.

## Versuimd Brasil
In mei 1624 veroverde de vloot van Jacob Willekens San Salvador. Pogingen om ook in Angola voet aan wal te zetten mislukten echter, en in 1625 werd San Salvador heroverd door een Spaans-Portugese overmacht. Pas na de verovering van de Zilvervloot in 1628 zou de WIC weer genoeg middelen hebben om een grootscheepse aanval op Brazilië uit te voeren. Ditmaal hadden de Nederlanders meer succes: het suikerrijke gebied Pernambuco en de steden Recife en Olinda werden onder het bestuur van de WIC gebracht. Regelmatig kwam het voor de kust van Brazilië tot schermutselingen tussen de Spaans-Portugese en de Nederlandse vloot. Voor de Groninger kamer vochten oorlogsschepen als de ‘Groeningen’, de ‘Omlandia’ en de ‘Stad en Lande’ verbeten mee om de heerschappij in Nederlands-Brazilië.
Na een rustige periode in onder het bestuur van gouverneur prins Johan Maurits begon in 1644 het begin van het einde voor Nederlands - Brazilië. De niet aflatende guerrillaoorlog van de Portugezen tegen de Nederlanders liep uit op een ware uitputtingsslag. Voor de WIC liepen de kosten van de strijd in Brazilië zo hoog op dat de Compagnie steeds maar weer geld moest lenen. Toen de Republiek der Nederlanden in 1652 ook nog eens in oorlog met Engeland was zagen de Portugezen hun kans. In 26 januari 1654 capituleerden Recife en alle nog in Nederlandse handen zijnde plaatsen voor een overmacht van Portugese schepen.
De WIC zou het drama van ‘Versuimd Brasil’ nooit meer te boven komen. In 1674 werd de Compagnie ontbonden, om nog in hetzelfde jaar in een afgeslankte vorm terug te komen. Deze zogenaamde tweede WIC zou zich tot 1791 bezighouden met slavenhandel en het bestuur van de Antilliaanse eilanden en de Zuid-Amerikaanse koloniën Suriname, Essequibo en Demerary.